# Willem de Famars Testas

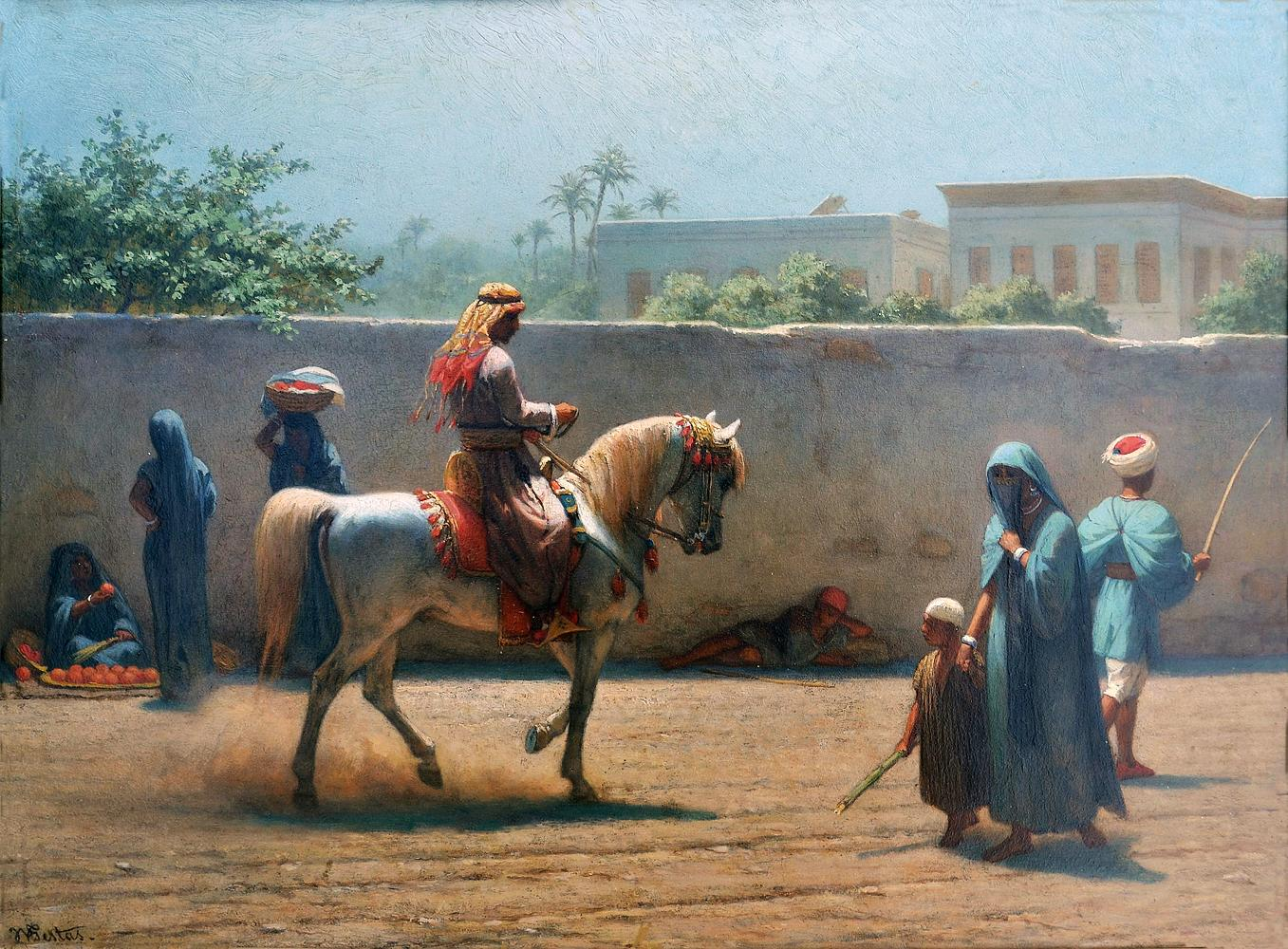
Der neue Hengst

Willem de Famars Testas (* 30. August 1834 in Utrecht; † 24. März 1896 in Arnhem) war ein niederländischer Maler des Orientalismus.
Willem de Famars Testas plante eine militärische Laufbahn, entschied sich aber um 1850 für den Beruf eines Künstlers. Er begann als Privatschüler von Jacobus Everhardus Josephus van den Berg (1802–1861) und studierte von 1853 bis 1854 an der Koninklijke Academie van Beeldende Kunsten in Den Haag.  Im Jahr 1858 unternahm Willem de Famars Testas mit seinem entfernten Verwandten, dem französischen Gelehrten Émile Prisse d’Avesnes, eine wissenschaftliche Expedition durch Ägypten. Diese Reise, anfangs für nur fünf Monate geplant, endete schließlich mit einem zweijährigen Aufenthalt. In dieser Zeit besuchte er zahlreiche Denkmäler der islamischen und ägyptischen Kultur, die er in Zeichnungen und Aquarellen festhielt.
Nach seiner Rückkehr nach Utrecht wurde er als Künstler des Orientalismus bekannt. Er wurde Mitglied der Utrechter Schilder- en teekengenootschap Kunstliefde.
1868 unternahm er mit Jean-Léon Gérôme eine weitere große Reise durch Ägypten, Palästina und Syrien. Nach seiner Rückkehr zog er 1872 nach Brüssel, weil dort die Mode für orientalische Kunst herrschte. Als der Markt für diese Gemälde auch in Belgien zurückging, widmete er sich der historischen Malerei. Er schuf auch Illustrationen für verschiedene Bücher, einschließlich der Romane von Jacob van Lennep.
1885 kehrte De Famars Testas in die Niederlande zurück. Er starb 1896 in Arnhem.
Seine Tochter Marie Madelaine de Famars Testas wurde ebenfalls Malerin.